# Maria Andreeva
Pour les articles homonymes, voir Andreïeva.
Maria Andreïevna Andreïeva (Мари́я Андре́евна Андре́ева), née le 12 juillet 1986 à Kirovohrad (aujourd'hui Kropyvnytskyi), alors en République socialiste soviétique d'Ukraine, dans l'URSS, est une actrice russe de théâtre et de cinéma. 

## Biographie
Maria Andreeva est diplômée en 2007 de l'École de théâtre Chtchepkine (cours de Iouri Solomine) et intègre la troupe du Théâtre Maly, où elle joue jusqu'en 2010. Elle participe ensuite au Théâtre-atelier Piotr Fomenko de Moscou où elle était déjà stagiaire en 2007-2010.
Elle joue aussi dans des films, tels Nostalgie du futur, Le livre des maîtres et Dukhless (en) (littéralement Sans âme).
Maria Andreeva fait la couverture du magazine Teatral (Театрал) en décembre 2009, qui en publie une interview.

## Théâtre
- Les Enfants de Vanyushin, mise en scène de Sergei Naydenov
- Pygmalion de George Bernard Shaw
- La Puissance des ténèbres de Léon Tolstoï, mise en scène de Iouri Solomine : Marina (2007)
- Molière (La cabale des hypocrites), de Mikhaïl Boulgakov, mise en scène de Vladimir Dragunov : actrice Armande Béjart (2009)
- De l'autre côté du miroir
- Le Don de Vladimir Nabokov : Zinaida
- La Maison des cœurs brisés de George Bernard Shaw : Ellie Dunn
- Auburn : Irina
- Tale of Arden : Rosalinda
- Olympia d'Olga Mukhina, mise en scène de Ievgueni Tsyganov : Katya (2014)

## Filmographie (sélection)
| Année | Titre                                                                               | Réalisateur                                | Rôle                                              |
| 2007  | Nostalgie du futur (Ностальгия по будущему)                                         | Sergueï Tarassov                           | Anastasia                                         |
| 2008  | Héritage (Наследство, série télévisée)                                              |                                            | Rita Prokhorova, fille de Stanislav et Marina     |
| 2009  | Perestroïka (en)                                                                    | Slava Tsukerman                            | Elena                                             |
| 2009  | Le Livre des Maîtres (en) (Книга мастеров)                                          | Vadim Sokolovsky                           | Katya                                             |
| 2011  | Dukhless (en) (Духless)                                                             | Roman Prygunov (ru)                        | Yulia                                             |
| 2011  | Break (Обрыв , série télévisée)                                                     |                                            | Marfenka                                          |
| 2013  | Vasili Staline : Fils du Père des Nations (Сын отца народов, série télévisée)       |                                            | Ekaterina Semyonovna Timoshenko, sa seconde femme |
| 2013  | Live on (Жить дальше, série télévisée)                                              |                                            | Natalia Havroshina, modèle                        |
| 2013  | Les Attaquants (Истребители, série télévisée)                                       | Alexeï Muradov                             | Evgenia Dementeva                                 |
| 2013  | Tariff "Une famille heureuse" (Тариф «Счастливая семья», téléfilm)                  |                                            | Nina Nazarova                                     |
| 2014  | Le Bourrreau (Палач, série télévisée)                                               | Sergueï Shcherbin et Sergueï Ginzbourg     | Oksana Demidova, journaliste                      |
| 2015  | Dukhless 2                                                                          | Roman Prygunov                             | Yulia                                             |
| 2015  | Les Attaquants : La dernière bataille (Истребители. Последний бой, série télévisée) | Zinoviy Royzman                            | Evgenia Dementeva                                 |
| 2015  | Le Dernier Chariot. Le printemps (Последний вагон. Весна)                           | Anton Kalinkin                             | Lena Starodubtseva                                |
| 2015  | Le Guerrier (Воин)                                                                  | Alexeï Andrianov                           | Dana                                              |
| 2015  | L'Araignée (ru) (Паук, série télévisée)                                             | Evgueni Zvezdakov                          | Oksana Demidova                                   |
| 2015  | Interprète (Переводчик)                                                             | Alexeï Nuzhny (en)                         | Lena                                              |
| 2016  | Chacal (Шакал, série télévisée)                                                     | Evgueni Zvezdakov                          | Oxana Demidova                                    |
| 2016  | Sophie (en) (София, série télévisée)                                                | Alexeï Andrianov                           | Sophie Paléologue                                 |
| 2018  | Une femme ordinaire (Обычная женщина, série télévisée)                              | Boris Khlebnikov et Nataliya Meshchaninova | Nika                                              |
| 2020  | Dzhulbars - Les chiens de guerre soviétiques (Джульбарс)                            | Ivan Chourkhovetskiy                       | Kira                                              |
| 2025  | Mémoire vive (Operativnaya pamyat)                                                  | Sergueï Popov                              | Marina                                            |